# Slavomíra Sľúková
Slavomíra Sľúková (ur. 18 listopada 1981 w Veľký Krtíš) – słowacka lekkoatletka specjalizująca się w skoku o tyczce.

## Osiągnięcia
- reprezentowanie Słowacji podczas zawodów Pucharu Europy oraz w drużynowych mistrzostwach Europy
- wielokrotna rekordzistka i mistrzyni kraju

## Rekordy życiowe
- skok o tyczce (stadion) – 4,10 (2006 & 2007 & 2012) rekord Słowacji
- skok o tyczce (hala) – 4,12 (2008) rekord Słowacji